# 田村紗楽
田村 紗楽（たむら さら、英語: Sarah Tamura、2001年1月21日 - ）は、カナダのフィギュアスケート選手（女子シングル）。ブリティッシュコロンビア州出身。2016年カナダフィギュアスケート選手権ジュニアクラス優勝。
2017年カナダフィギュアスケート選手権5位。
2016,2017年世界ジュニア選手権代表。

## 経歴
両親の仕事の関係でブリティッシュコロンビア州で生まれ育ち、5歳からスケートをはじめた。両親とも日本人であり、カナダと日本の国籍を有する。
2014年のカナダフィギュアスケート選手権ノービスクラスで優勝し、翌2014-2015シーズンからカナダ代表としてジュニアグランプリシリーズに出場。2016年にはカナダフィギュアスケート選手権ジュニアクラスで優勝を果たし、2016年世界ジュニアフィギュアスケート選手権のカナダ代表に選出された。
2017-2018シーズンシニアデビュー。 デビュー戦となったISUチャレンジャーシリーズのオータムクラシックではSP.FS共にジャンプにミスが多くあり、合計も110.93点と自己ベストを40点近く下回る結果で11位と振るわなかった。
カナダ選手権では3強の3番手アレインチャートランド選手がミスが相次ぎ思いのよらないSP3位スタートとなりオリンピックを狙える位置につけたがFSでミスが相次ぎ総合9位、オリンピック出場とはならず、世界選手権、4大陸選手権の代表にも選ばれず4大陸選手権の補欠にとどまった。

## 技術・演技
アクセルを除く3回転ジャンプを飛ぶことができる。コンビネーションジャンプでは、2A+3T、3Lz＋3T、3T+3Tを成功している。

## 主な戦績
| 大会/年                       | 2013-14 | 2014-15 | 2015-16 | 2016-17 | 2017-18 |
| ----------------------------- | ------- | ------- | ------- | ------- | ------- |
| カナダ選手権                  | 1 N     | 6 J     | 1 J     | 5       |         |
| GPシリーズスケートカナダ      |         |         |         |         | TBD     |
| CSオータムクラシック          |         |         |         |         | 11      |
| B.Cサマースケート             |         |         |         |         | 3       |
| 世界Jr.選手権                 |         |         | 13      | 17      |         |
| JGPリュブリャナ杯             |         |         |         | 8       |         |
| JGPブラエオン・シュベルター杯 |         |         |         | 6       |         |
| JGPリガ杯                     |         |         | 13      |         |         |
| JGPメ～テレ杯                 |         | 14      |         |         |         |
| JGPクロアチア杯               |         | 13      |         |         |         |
| ババリアン・オープン          |         |         |         | 1J      |         |

- N - ノービスクラス、J - ジュニアクラス

### 詳細
| 2017-2018 シーズン   |                                                               |          |          |           |
| 開催日               | 大会名                                                        | SP       | FS       | 結果      |
| 2017年9月20日 - 23日 | ISUチャレンジャーシリーズオータムクラシック（ピエールフォン） | 12 39.49 | 11 71.44 | 11 110.93 |
| 2017年8月17日 - 20日 | BCサマースケート（バンクーバー）                              | 2 56.85  | 3 93.21  | 3 150.06  |

| 2016-2017 シーズン   |                                                                |          |          |           |
| 開催日               | 大会名                                                         | SP       | FS       | 結果      |
| 2017年3月13日 - 19日 | 2017年世界ジュニアフィギュアスケート選手権（台北）             | 19 49.57 | 18 80.83 | 17 130.40 |
| 2017年1月16日 - 22日 | 2017年カナダフィギュアスケート選手権（オンタリオ州オタワ）     | 4 60.09  | 6 102.03 | 5 162.12  |
| 2016年10月5日 - 8日  | ISUジュニアグランプリ ブラエオン・シュベルター杯（ドレスデン） | 7 52.71  | 7 96.69  | 6 149.40  |
| 2016年9月21日 - 24日 | ISUジュニアグランプリ リュブリャナ杯（リュブリャナ）           | 8 51.42  | 9 89.99  | 8 141.41  |

| 2015-2016 シーズン   |                                                                |          |          |           |
| 開催日               | 大会名                                                         | SP       | FS       | 結果      |
| 2016年3月14日 - 20日 | 2016年世界ジュニアフィギュアスケート選手権（デブレツェン）     | 16 48.11 | 13 93.21 | 13 141.32 |
| 2016年1月18日 - 24日 | カナダフィギュアスケート選手権（ノバスコシア州ハリファックス） | 1 52.48  | 1 102.72 | 1 155.20  |
| 2015年8月26日 - 30日 | ISUジュニアグランプリ リガ杯（リガ）                           | 21 34.87 | 8 93.62  | 7 146.23  |

| 2014-2015 シーズン   |                                                            |          |          |           |
| 開催日               | 大会名                                                     | SP       | FS       | 結果      |
| 2015年1月19日 - 25日 | カナダフィギュアスケート選手権（オンタリオ州キングストン） | 9 43.50  | 5 75.73  | 6 119.23  |
| 2014年10月8日 - 11日 | ISUジュニアグランプリ クロアチア杯（ザグレブ）             | 22 34.32 | 8 83.88  | 13 118.20 |
| 2014年9月10日 - 14日 | ISUジュニアグランプリ メ～テレ杯（長久手市）               | 14 41.53 | 14 66.61 | 14 108.14 |

## プログラム使用曲
| シーズン  | SP                                                                   | FS                                                                     | EX |
| --------- | -------------------------------------------------------------------- | ---------------------------------------------------------------------- | -- |
| 2017-2018 |                                                                      |                                                                        |    |
| 2016-2017 | アストゥリアス 作曲：イサーク・アルベニス 振付：ジョアン・マクラウド | 火の鳥 作曲：イーゴリ・ストラヴィンスキー 振付：シェイ＝リーン・ボーン |    |